# Revolta
Revolta este un roman SF apărut în anul 2010 scrisă de autoarea americană Suzanne Collins, aceasta fiind o continuare la seria „Jocurile Foamei”. Cartea continuă povestea lui Katniss Everdeen, care acceptă să unifice districtele din Panem printr-o rebeliune împotriva tiranului Capitol.